# Buky
Buky (in ucraino Буки?) è un insediamento rurale ucraino (1738 abitanti) nel distretto di Uman', nell'oblast' di Čerkasy. Ospita l'amministrazione della comunità territoriale di Buky, una delle comunità territoriali dell'Ucraina.
Fino al 18 luglio 2020 Buky apparteneva al distretto di Man'kivka. Il distretto è stato abolito nel luglio 2020 come parte della riforma amministrativa dell'Ucraina, che ha ridotto a quattro il numero dei distretti dell'oblast' di Čerkasy. L'area del distretto di Man'kivka è stata fusa nel distretto di Uman'.
Fino al 26 gennaio 2024 Buky era classificata come insediamento di tipo urbano. Da tale data è entrata in vigore una nuova legge che ha abolito questo status e Buky è stata riclassificata come insediamento rurale.